# Солтановка (Одесская область)
Солтановка (укр. Солтанівка) — село, относится к Любашёвскому району Одесской области Украины.
Население по переписи 2001 года составляло 1319 человек. Почтовый индекс — 66521. Телефонный код — 4864. Занимает площадь 2,668 км². Код КОАТУУ — 5123381405.
Рядом располагается ж.-д. ст. Заплазы.

## Местный совет
Село Солтановка входит в состав Гвоздавского сельского совета.
Адрес местного совета: 66520, Одесская обл., Любашёвский р-н, с. Гвоздавка Вторая.